# مائة ليلة وليلة (فلم)
مئة ليلة وليلة (بالفرنسية: Les cent et une nuits de Simon Cinéma)، (بالإنجليزية: One Hundred and One Nights) هو فيلم كوميدي تم إنتاجه في فرنسا وصدر في سنة 1995. الفيلم من إخراج آغنيس فاردا وكتابة آغنيس فاردا. من بطولة مارسيلو ماستروياني وميشال بيكولي وجولي غاييه وكاترين دينوف وروبرت دي نيرو.

## الممثلون والشخصيات
- مارسيلو ماستروياني
- ميشال بيكولي
- جولي غاييه
- كاترين دينوف
- روبرت دي نيرو
- جيرارد ديبارديو
- هاريسون فورد
- جين مورو
- هانا شيجولا

## الميزانية والإيرادات
حقق أرباحا تقدر بـ 294,900 دولار.

## وصلات خارجية
- مقالات تستعمل روابط فنية بلا صلة مع ويكي بيانات